# Minas de Aguas Teñidas
Las minas de Aguas Teñidas constituyen un yacimiento subterráneo de sulfuros masivos situado en el sector norte de la Faja pirítica ibérica. Esta «faja» se trata de un distrito minero de más de 250 km de longitud, activo desde los tiempos fenicios, hace más de 2500 años. La minas de Aguas Teñidas están ubicadas en Almonaster la Real, provincia de Huelva, en el oeste de la comunidad autónoma de Andalucía. Su principal reserva es de mineral cobrizo. 

## Historia
Al igual que en otros yacimientos de la Faja pirítica ibérica, hay constancia de que en época romana se realizaron labores mineras en Aguas Teñidas. Los estudios contemporáneos de los escoriales romanos de la zona han indicado que el cobre fue el metal de mayor producción durante este período.
En época contemporánea la explotación de las minas se inició en 1886 y corrió a cargo de la Compagnie des Mines de Cuivre d'Aguas Teñidas, empresa de capital francés constituida para tal fin. Con posterioridad las minas pasaron a manos de la Sociedad Francesa de Piritas de Huelva, constituida a partir de la antigua propietaria de Aguas Teñidas. La salida de los minerales extraídos se efectuba por ferrocarril, a través de la línea Zafra-Huelva, que permitía el traslado hasta el puerto de Huelva. Durante muchos años Aguas Teñidas fue una de las principales explotaciones mineras de la provincia de Huelva. Desde comienzos del siglo XX los yacimientos han atravesado diversas vicisitudes, siendo abandonados y reactivados en varias ocasiones. 
En la actualidad los yacimientos se encuentran en explotación por parte de la empresa Minas de Aguas Teñidas SA (Matsa), que a su vez está controlada por capital australiano (Sandfire). Los concentrados de cobre que se obtienen en Aguas Teñidas tienen como destino la fundición que la empresa Atlantic Copper posee en el Polo Químico de Huelva. En el año 2019 estas instalaciones procesaron unas 100.000 toneladas de cobre procedente de Aguas Teñidas.